# Ioan Căianu
Ioan Căianu, en hongarès Kájoni János, llatinitzat Ioannes Caioni (Căianu Mic, 8 de març de 1629 - Lăzarea, 25 d'abril de 1687), fou un músic, folklorista, constructor i reparador d'orgues, humanista romanès, renaixentista i precursor de la il·lustració a Transsilvània.
Mercès a una nota podem saber que no era ni se sentia hongarès sinó vàlac, és a dir romanès, Ion Căianu escriu aquest nota en diversos documents i manifests: Natus valachus sum (M-am născut român), és a dir (Jo he nascut romanès). És el primer autor, documentat, de música culta de Transsilvània. Căianu va contribuir molt a la música de Transsilvània i fins i tot té el seu propi codi, Codex Caioni.

## Vida i activitat
Va néixer a Căianu Mic al comtat llavors hongarès de Solnoc-Dăbâca (més tard comtat de Someş en l'època interbèlica de l'actual Romania, avui Comtat del Bistriţa-Năsăud). Estudià la primària a Cluj-Napoca i a Şumuleu Ciuc. Era originari d'una família de l'alta noblesa hongaresa però ètnicament romanesa. La seva tia Judit era l'esposa d'István Rácz, capità de la guarnició de “Ciuc”. També va cursar estudis als Jesuïtes de Cluj, que segueixen a Şumuleu Ciuc. Finalment entrà al monestir on curiosament també hi havia estat la seva tia. L'any 1647 presentà el seu jurament com a monjo. Per a continuar els seus estudis Căianu se'n va a Nagyszombat a Eslovàquia, on se centrarà sobretot en ciència musical. El 1655 és beneït com a sacerdot. Va viure també a Călugăreni, Comtat de Mureş, i també a Lăzarea Comtat de Harghita.
Ioan Căianu morí el 25 d'abril, de 1687, a Lăzarea i fou enterrat a l'església d'aquesta localitat, però sense determinar el seu lloc exacte tal com ell va voler. És doncs, un dels primers documentats il·lustres “romanesos” de Transsilvània, ja que era un dels pocs, ja que gaudia de tal privilegi on a la majoria dels romanesos no se'ls ho permetia.